# 黃有義
黃有義（1927年10月2日—），越南政治人物，曾出任越南共和國勞動部長。

## 生平
黃有義是西貢人（今胡志明市），出生於1927年10月2日。
黃有義接受孔孟思想教育，14歲時開始參與政治活動，1941年至1945年間加入程明世將軍的反法、反日抗爭。
1953年至1954年，與吳廷瑈合作組織人位革命工人黨，並擔任副領袖。
1955年3月，爲越南國政府贏得了程明世將軍的支持。
1955年5月11日出任越南共和國勞動部長。